# Cratere Henry Moore
Henry Moore  è un cratere sulla superficie di Marte.